# Proklamace
Proklamace (lat. proclamare – prohlašovat, hlasitě volat), veřejné prohlášení, provolání.

## Obecné
Rozdíl je obvykle mezi oficiální proklamací států nebo státních institucí, které mají závaznou povahu a proklamací sociální skupiny a organizací, které se snaží získat názor lidí pro svoje účely.

## Mezinárodní právo
Zákon definuje proklamaci jako formální prohlášení jednoho nebo více států jiné straně, ve věci vlastních názorů a záměrů.
Jednostranné proklamace hrají důležitou roli například v námořním právu.

## Příklady
- 18. červen 1946 – vyhlášení Italské republiky
- 15. listopad 1983 – jednostranné vyhlášení Severokyperské turecké republiky
- 24. květen 1993 – vyhlášení nezávislosti Eritreje